# Turismo em Goiana
Goiana é um município brasileiro do estado de Pernambuco. Localiza-se a uma latitude 07º33'38" sul e a uma longitude 35º00'09" oeste, estando sua Sede a uma altitude de 13 metros. Sua população estimada em 2009 era de 74.424 hab., a 19ª maior cidade em população de Pernambuco. Goiana localiza-se no norte do estado, perto da divisa com a Paraíba, a sessenta e cinco quilômetros de Recife e a cinqüenta e cinco de João Pessoa. Seu centro histórico foi declarado Patrimônio Histórico Nacional no ano de 1938. E por seus prédios históricos e sua arquitetura, possui o apelido de "Milão Brasileira". No ano de 2007 foi classificado pelo IBGE como um Centro de zona A. O município possui o ponto mais oriental de Pernambuco, a o 2° das Américas, atrás apenas do Ponta do Seixas, em João Pessoa. A cidade é muito procurada na região pelo seu centro comercial.

## Praias
A praia de Carne de Vaca é a primeira praia do litoral de Pernambuco. Tem um estreito areal, com pequenas ondas e, quando a maré baixa possui bancos de areia antes dos arrecifes. É localizada em uma vila com algumas casas e uma vasta área de coqueiros. No norte, é a foz do Rio Goiana e ao sul, fica o Riacho Doce, que já participou de várias filmagens para a Televisão.
A Praia de Pontas de Pedra tem ondas fracas, areia fina e colônias de algas na água. Está localizada em um distrito do mesmo nome, onde os barcos de vários pescadores estão sempre ancorados. Junto com Carne de Vaca formam as praias mais famosas de Goiana.
A Praia de Barra de Catuama mantém algumas vegetaçoes nativas da mata atlântica.
A Praia de Catuama tem águas claras, recifes e areia molhada. Na maré baixa, há bancos de areia, pedras e piscinas naturais. Está localizada na vila de Catuama.
A Praia de Atapuz é uma vila de pescadores, entre a Ilha de Itapessoca e o Canal de Santa Cruz.
A Praia de Tabatinga tem coqueiros, mangues e casas de veraneio. É de propriedade privada. Fica localizada entre a Praia de Carne de Vaca e Pontas de Pedra.

## Centro Histórico
Prefeitura de Goiana - A Administração Municipal de Goiana está localizada em um patrimônio histórico. O prédio que abriga a Prefeitura, no centro da cidade, também é um edifício histórico, assim como o casario da vila operária da antiga fábrica Fiação de Tecidos de Goiana (Fiteg), projetado pelo arquiteto João Evaristo no final do século XIX e construído no início do século XX.
Igreja de Nossa Senhora do Rosário dos Pretos - A Igreja de Nossa Senhora do Rosário dos Homens Pretos está localizada na Rua Marechal Deodoro da Fonseca, Centro Histórico de Goiana. Foi construída em estilo barroco no ano de 1835 e declarada Patrimônio Histórico Nacional no ano de 1938, igual a maioria de seus edifícios e Igrejas da redondeza.
Igreja de Nossa Senhora do Rosário - A Igreja Matriz de Nossa Senhora dos Homens Brancos está localizada na Avenida Marechal Deodoro da Fonseca. É uma igreja em estilo barroco construída no século XVIII e declarada como Patrimônio Histórico Nacional, no ano de 1938.
Igreja de Nossa Senhora do Amparo dos Homens Pardos - A Igreja de Nossa Senhora do Amparo dos Homens Pardos foi construída no século XVIII, de estilo barroco e localizada na Rua do Amparo, Praça da Bandeira. Nas suas dependências encontra-se o Museu de Arte Sacra de Goiana.
Museu de Arte Sacra de Goiana - O Museu de Arte Sacra de Goiana encontra-se dentro das instalações da Igreja de Nossa Senhora do Amparo dos Homens Pardos. Com numerosas exposições de diferentes estilos, destacando o acervo de cerâmicas de Santos realizadas pelos artistas pernambucanos e as de Arte Sacra colecionadas entre os séculos XVII e XX.
Convento de Santo Alberto dos Carmelitas (Goiana) - O Convento de Santo Alberto dos Carmelitas foi construído em estilo barroco no século XVII na atual Praça Frei Caneca. Forma conjunto com a Igreja de Nossa Senhora do Carmo e em seu interior encontramos uma importante coleção de imagens sacras dos séculos XVI e XVII.
Igreja da Ordem Terceira do Carmo (Goiana) - A Igreja de Nossa Senhora do Carmo pertence ao convento de Santo Alberto dos Carmelitas e foi construída no século XVII, no mesmo século do Convento.

## Outros atrativos turísticos
Igreja de São Lourenço de Tejucupapo - A Igreja de São Lourenço de Tejucupapo, um das cidades mais importantes do município de Goiana, foi construída a meados do século XVI e é considerada uma das Igrejas mais antigas do Estado de Pernambuco. Merece especial destaque em seu interior, uma bela capela, um exemplar com grande valor histórico e arquitetônico.
Restaurante Buraco da Gia - Restaurante criado por Luiz Moraes, ou apenas seu Luiz, como é conhecido na cidade. O nome Buraco da Gia, escrito com g (escolha do dono), surgiu no ano de 1967, quando Luiz Moraes mudou-se para o local e verificou que ali havia uma cacimba onde morava uma jia.
Com suas imensas patas, os caranguejos de seu Luiz espantam e encantam. Adestrados durante um ano, eles podem segurar um copo ou quebrá-lo, puxar carrinhos com quatro cervejas e abrir garrafas, tudo ao comando do mestre.
Nomes como Juscelino Kubitschek, Gilberto Freyre, Assis Chateaubriand, Chacrinha e Jarbas Vasconcelos já participaram do Show do Caranguejo, onde seu Luiz ordena seus "guaiamuns com cérebro" a segurarem o copo enquanto o cliente bebe cerveja ou refrigerante.
Devido à sua simpatia e atenção com todos os clientes, seu Luiz já foi matéria de várias revistas e jornais, inclusive internacionais como o The New York Times. Com seus guaiamuns ou caranguejos, como queiram chamar, também participou de programas de televisão como Hebe, Sílvio Santos, Domingão do Faustão e os extintos Chacrinha e Que Delícia de Show, apresentado por Flávio Cavalcanti, na antiga TV Tupi.